# Mr. Credo
Mr. Credo (* 22. November 1972 in Oblast Schytomyr, Ukrainische Sozialistische Sowjetrepublik, Sowjetunion; eigentlich Alexander Machonin (russisch Александр Махонин)) ist ein russischer Sänger, der die Stile Techno und Reggae vertritt.
Machonin hat für einige Zeit in einer Band namens Credo gearbeitet. Nachdem diese Band aufgelöst wurde, hat Mr. Credo, so sein neues Pseudonym, alleine weitergemacht. Er ist stets an seinem orientalischen Anzug erkennbar.
Nach der Veröffentlichung seines Albums Fantasy 1997 gab es aufgrund von deutlicher Erwähnung von Drogen in zweien seiner Lieder Kritik. Daraufhin hat Mr. Credo in seinem Album Tschudnaja dolina neue Versionen der Lieder komponiert, in denen alle Erwähnungen von Drogen entfernt wurden.

## Alben
- 1995: Garmonija (Гармония)
- 1997: Fantasy
- 1998: Solotoje wremja (Золотое время)
- 2002: Tschudnaja dolina (Чудная долина)
- 2004: Stai belych lebedei (Стаи белых лебедей)
- 2004: Nuworisch (Нувориш)
- 2008: Schokolad (Шоколад)